# Emmanuel Ostian
 (septembre 2018).
Emmanuel Ostian, né en 1971 à Aix-les-Bains, est un journaliste, grand reporter, rédacteur en chef, présentateur de télévision et écrivain français.

## Biographie
Emmanuel Ostian a été pendant dix ans grand reporter, puis chef de service à TF1. Après trois années à LCI comme adjoint du service étranger, il a rejoint le magazine Envoyé spécial sur France 2 en 2007.
À la suite de ce parcours de reporter, la plupart du temps sur des conflits (Kosovo, Afghanistan, Gaza, Liban, Golfe, Darfour…), il devient rédacteur en chef de Dimanche+ de 2008 à 2011. Puis il dirige le magazine 28 minutes sur Arte l'année de sa création avant de devenir rédacteur en chef de La Matinale de Canal+.
Depuis août 2013, il est producteur, réalisateur et président de la société de production EMP qu'il a créée.
De 2013 à 2018, il a été responsable de la formation TV du Centre de formation des journalistes (CFJ).

### Études
De 1989 à 1991, il est étudiant en hypokhâgne et khâgne à Grenoble. Il obtient ensuite un diplôme de Sciences Po Grenoble en 1993. Mémoire d’Histoire soutenu dans le double cadre de Sciences Po Grenoble et de l’université Grenoble 2.
À la suite de sa formation de 1993 à 1995 au Centre de formation des journalistes (CFJ) à Paris, il est le lauréat du prix Francis-Bouygues du reportage.

## Carrière

### Carrière journalistique
Il commence sa carrière chez TF1 et LCI, de 1995 à 2007, comme grand reporter et chef de service,,, spécialisé dans les couvertures de conflits (Kosovo, Afghanistan, Gaza, Liban, Golfe, Darfour…). Il réalise en parallèle des 52’ pour Le Droit de savoir, avant de devenir chef du service Économie-Social de 2002 à 2004. Il est ensuite Adjoint à la rédaction en chef du service Étranger de LCI pendant deux ans et est présentateur remplaçant du Journal du monde sur LCI.
En 2007 et 2008, il rejoint France 2 comme grand reporter au magazine Envoyé spécial,,,.
Il rejoint ensuite Canal+ puis Arte en tant que rédacteur en chef de Dimanche +  (2008 à 2011) ,,, 28 minutes. (2011 à 2012) et  La Matinale Canal+, (2012 à 2013).
Il a été par ailleurs présentateur joker sur Itélé de 2013 à 2016 et sur BFM TV de 2017 à 2018.
Été 2022, il anime la tranche 18h-20h sur LCI, tranche habituellement animée par David Pujadas. En décembre 2023, il présente 24 h Ostian un dérivé de 24 h Pujadas, l'info en questions sur LCI pendant les vacances de Noël. Il est le remplaçant le vendredi et le samedi de David Pujadas sur LCI lors de la saison 2023-2024 de l'émission.
Le 26 juin 2024, il quitte LCI après plus de 25 ans passés sur la chaîne et qu'il est remplacé par David Doukhan.

### Réalisation et production
En 2013, il crée la société de production EMP (Et Maintenant Productions). Cette société produit et réalise des reportages de 13 à 60 minutes pour TF1, France 2, Canal+, France 24,, Arte.

### Enseignement

#### Formateur
- 2002, 2004 : CFJ ;
- 2005, 2006 : Master 2 Journalisme, Sciences Po Grenoble ;
- 2007, 2008 : IPJ Dauphine ;
- 2008, 2009 : ESJ Lille.
- 2013-2018 : Responsable de la filière TV au CFJ - Université Paris-Panthéon-Assas.

#### Directeur général
Le 6 décembre 2024, il prend la direction générale de l'École supérieure de journalisme de Paris, alors rachetée le mois précédent par un consortium d'entrepreneurs et de propriétaires de médias français mené par l'entrepreneur catholique traditionaliste Vianney d'Alançon,.

## Publications
- Emmanuel Ostian, Le Pourri, roman, éditions Glénat, 2012  (ISBN 9782723487764)[29]
- Emmanuel Ostian, Désinformation, Paris, Place des éditeurs, 2019, 146 p. (ISBN 978-2-259-27746-4, lire en ligne)

## Distinctions
- 2000 : Prix Ondas festival international de Barcelone pour Trafic d’êtres humains : les nouvelles esclaves. Le Droit de savoir.
- 2008 : Grand prix du Scoop, rédaction et suivi au Festival international du scoop et du journalisme d'Angers pour Une guerre pour la paix, Envoyé spécial.
- 2015 : Prix Figra-Esj[30] et Mention spéciale du Jury au Festival international du grand reportage d'actualité et du documentaire de société pour Iran, rêves partis, Un œil sur la planète – France 2. Finaliste Dig Awards[31],[32] pour Crash de l'Ustica : une bavure française ? Spécial Investigation – Canal +.
- 2016 : Prix du meilleur scénario au festival international Oenovideo[33] pour Les Vendanges de l’extrême, TF1 Reportages[34].